# Paul Marchand
Paul Marchand (n. 17 aprilie 1937, Lafontaine, Ontario - d. 24 iulie 2011, Gracefield, Québec) a fost un teolog romano-catolic canadian și episcop de Timmins.